# Chrysobothris bicolor
Chrysobothris bicolor es una especie de escarabajo del género Chrysobothris, familia Buprestidae. Fue descrita científicamente por Horn en 1894.
Se encuentra en el sudeste de Estados Unidos. Las larvas se encuentran en Prunus fremontii, los adultos en Acacia greggii y Rhus trilobata.